# Erioptera thelema
Erioptera thelema là một loài ruồi trong họ Limoniidae. Chúng phân bố ở miền Australasia.